# Iglesia de Santiago (Gobiendes)
La iglesia de Santiago de Gobiendes (o Goviendes, como aparece en numerosas fuentes) es un templo católico localizado en la parroquia de Gobiendes, en el concejo de Colunga (Principado de Asturias, España). Fue declarada Monumento Histórico-Artístico por aprobación del decreto de 3 de junio de 1931 por parte del Gobierno Provisional de la Segunda República. La iglesia fue concebida en el último cuarto del siglo IX como un templo de estilo prerrománico asturiano, aunque ha sufrido importantes reformas en épocas posteriores.

## Historia
La fecha de consagración del templo no está documentada. Hay que esperar al siglo X para encontrar una mención a la iglesia: figura en una donación que hace el rey Ordoño II a la iglesia de Oviedo el 8 de agosto del año 921, de la cual hay una copia inscrita en el Libro de los testamentos de la Catedral de Oviedo. No obstante, se cree que fue erigida en el último cuarto del siglo IX, periodo final de la monarquía asturiana.
Se construyó en estilo prerrománico, aunque fue radicalmente reformada en 1853, cuando se construyó un pórtico y un nuevo ábside más amplio que el existente. Estas obras conllevaron la destrucción del pórtico tripartito original.
Durante la Guerra Civil (1936-1939), el edificio de la iglesia no sufrió daños, aunque sí las imágenes, que fueron quemadas en una hoguera en el exterior del templo.
En la década de 1980 se sometió al templo a una profunda restauración bajo la dirección del arquitecto Magín Berenguer Díez. Con esta reforma se recupera el volumen original de la nave mayor, se descubren las antiguas ventanas del claristorio y se devuelve el piso a su nivel primitivo. Además, se descubrieron restos de estuco con color, lo cual indicaría que el templo tuvo decoración pictórica mural.

## Descripción
El templo actual tiene planta basilical, un pórtico, dos estrechas naves laterales cubiertas con armadura de madera y una central algo más ancha, separada de aquellas por cuatro arcos de ladrillo semicirculares sobre pilares cuadrados con capiteles-imposta y dos columnas de orden corintio en los dos extremos. Estas se organizan en cuatro tramos. Tres capillas abovedadas, comunicadas con las naves mediante un arco de medio punto, forman la recta cabecera.
El ábside, que sustituyó al original en la reforma llevada a cabo a mediados del siglo XIX, es rectangular y de grandes proporciones, y se abre a la nave en un amplio arco sobre columnas cuyo capitel forman dos molduras torales con escocia intermedia. De la primitiva capilla central quedan restos de la arquería ciega en los muros.

## Galería de imágenes

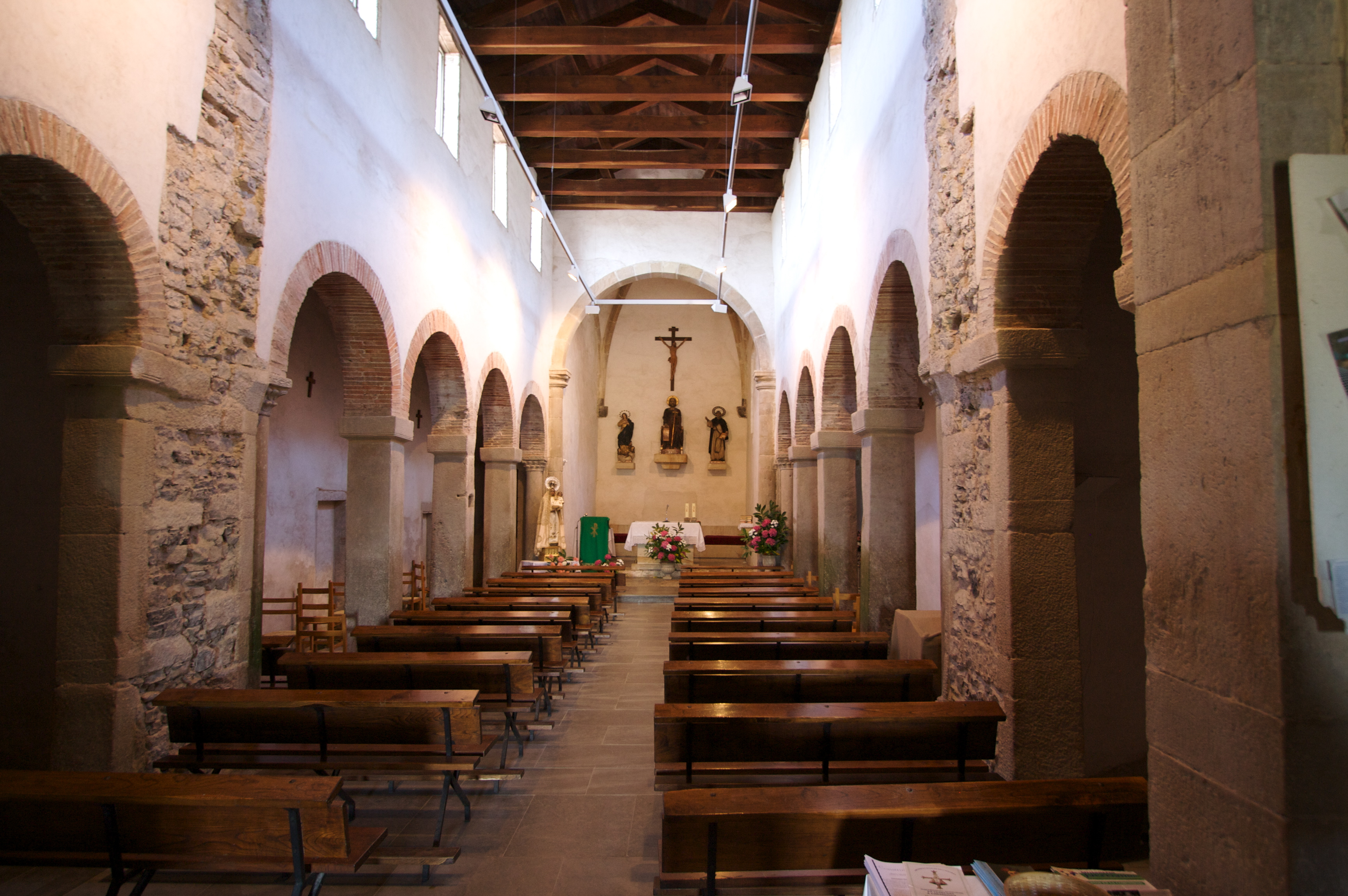
Interior de la iglesia.
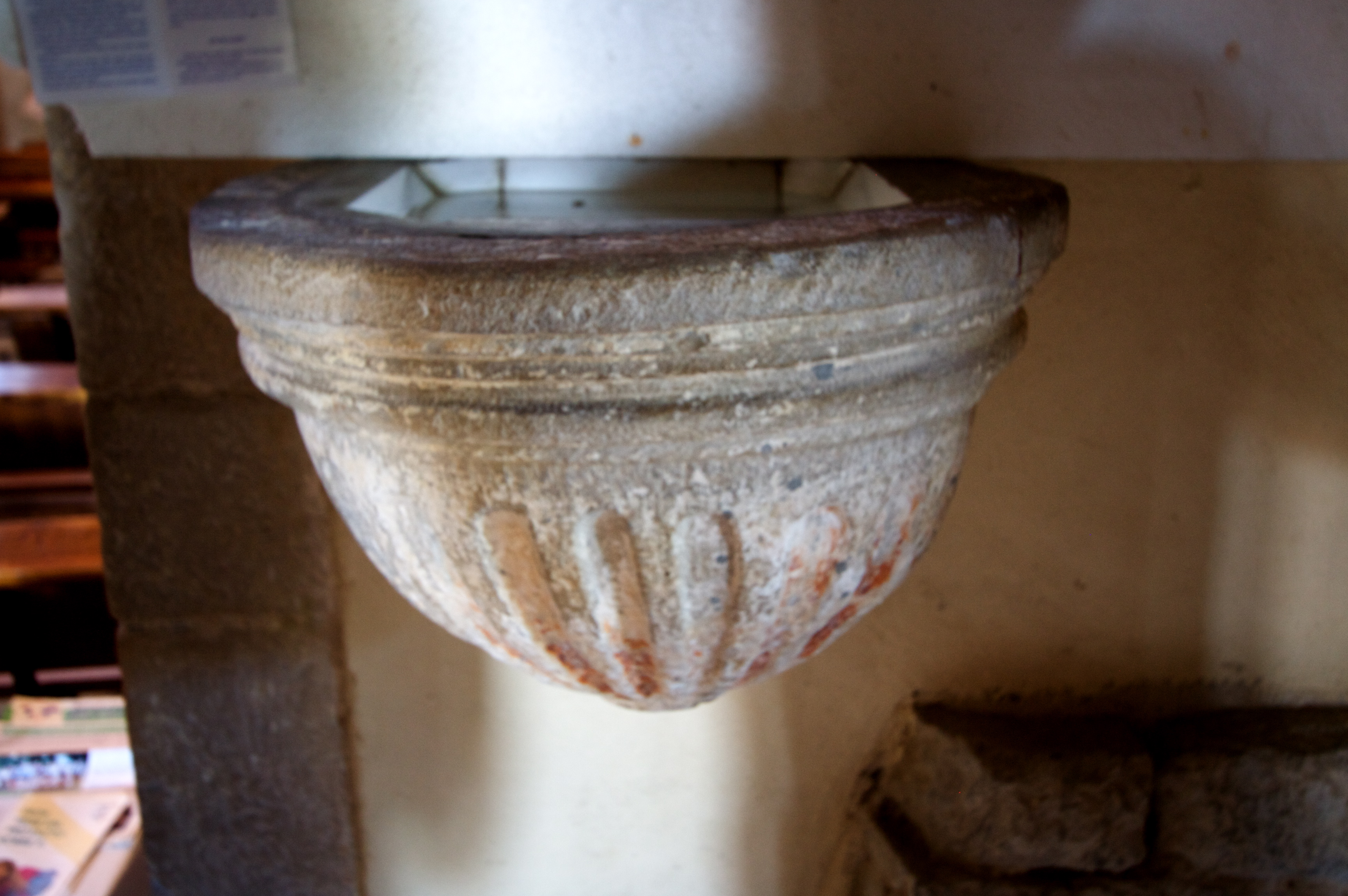
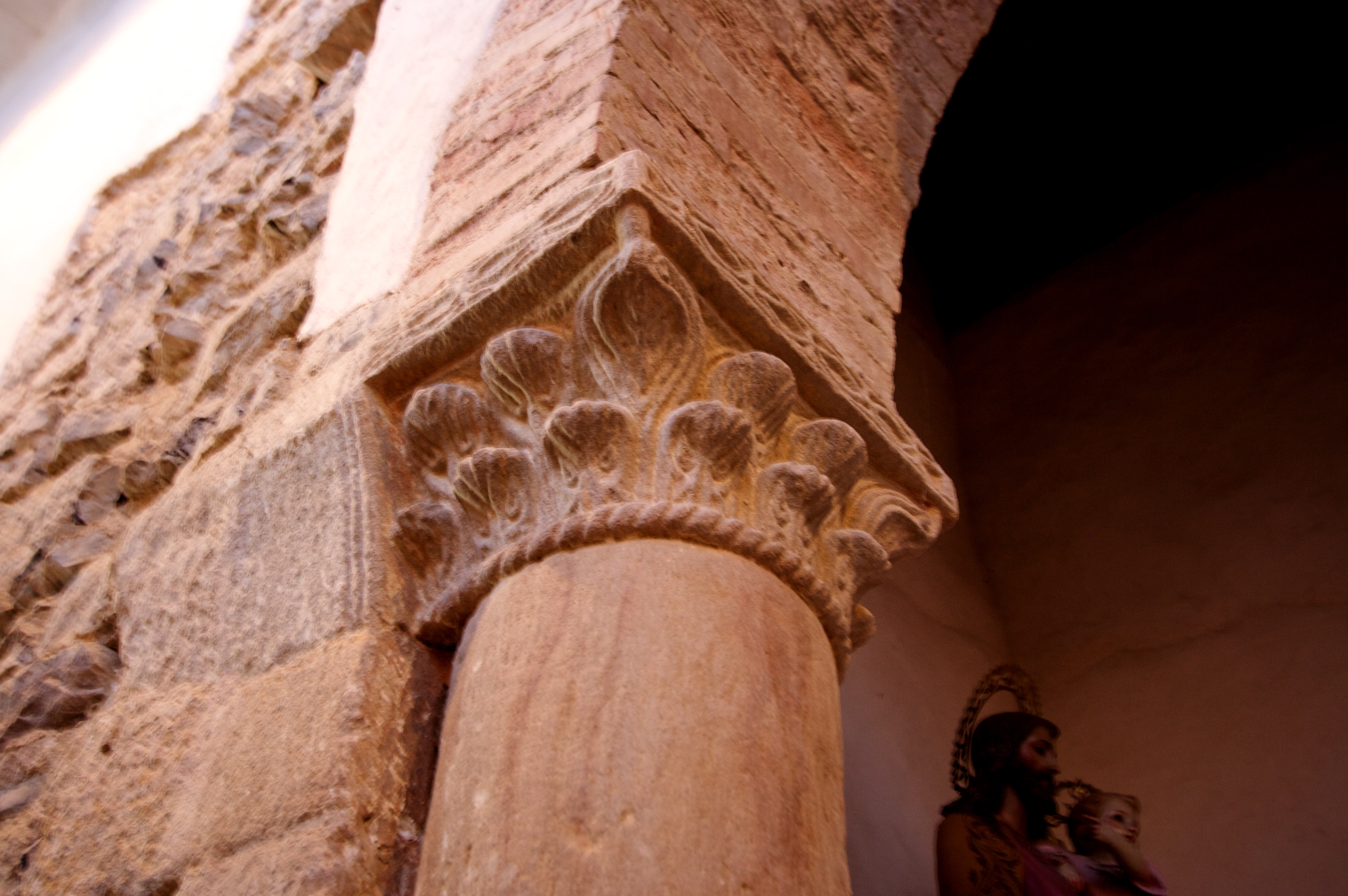
Capitel